# Nagy Lajos (lelkész, 1856–1924)
Ráczkevi Nagy Lajos (Csokonya (jelenleg Csokonyavisonta része), Somogy megye, 1856. augusztus 22. – Lábod, 1924. május 15.) református esperes-lelkész és egyházmegyei főjegyző.

## Élete
Nagy Sándor református lelkész és Thulmon Emilia fia. Iskolai tanulmányait 1866-ban Pápán kezdette, 1869-1870-ben Vinkovcén a Határőrvidéken. 1870-től 1873-ig ismét Pápán folytatta és 1873-1874-ben Sopronban végezte. 1874-től 1878-ig a teológiai tanfolyamot Debrecenben hallgatta. 1878-tól 1883-ig segédlelkész volt a belsősomogyi református egyházmegyében. 1883-ban a bázeli egyetemre ment. 1884-től 1887-ig ismét segédlelkész volt. 1887. március 8-án rendes lelkésszé választották Zádorban, 1890 decemberétől lelkész volt Lábodon (Somogy megye). 1892-ben egyházmegyei aljegyzővé, 1895-ben főjegyzővé, 1901 februárjában a belsősomogyi református egyházmegye esperesévé választatott.
Cikkei a Dunántuli Protestáns Lapban jelentek meg (tört. tanulmány, egyházi beszéd sat.)

## Munkája
- Emlékkönyv főt. és mélt. Antal Gábor dunántúli ev. ref. püspök úrnak a belső-somogyi ev. ref. egyházmegyében 1898. ápr. 17-től máj. 15-ig tartott egyházlátogatásáról. Összeállította és kiadta… A tiszta jövedelem a pápai ev. ref. növeldében létesített alapítvány gyarapítására fordíttatik. Kaposvár, 1899.

Szerkesztette A felsősomogyi ev. reform. egyházmegye 1899. júl. 11. és 12. Csurgón tartott rendes évi közgyűlésének és az 1898. okt. 31. s 1899. ápr. 5., 6. Kaposváron és 1899. júl. 11. Csurgón tartott közigazgatási birósága ülésének jegyzőkönyvét (Kaposvár, 1899.). 